# Kaliyuga

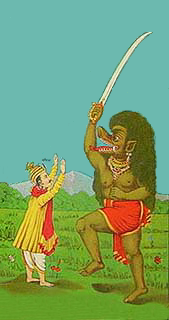
Demon av Kaliyuga

Kaliyuga (Devanāgarī: कलियुग) är enligt hinduiska skrifter den tidsperiod, i vilken vi nu befinner oss och vilken gäller som den sämsta bland de fyra växlande världsåldrarna. Den började den 18 februari 3102 f. Kr.  De övriga tidsåldrarna kallas Dwapara Yuga, Treta Yuga och Satya Yuga.
Kaliyuga har stor betydelse för astrologer.
Denna Kali ska inte förväxlas med den svarta dödsgudinnan Kali, vars namn har långa vokaler.